# فومی‌نوری ناکامورا
فومی‌نوری ناکامورا (به ژاپنی: 中村 文則) (زاده‌ی ١٩٧٧) نویسنده‌ی ژاپنی است که تا به حال چندین جایزه‌ی ادبیاتی را از آن داستان‌های خود کرده.
ناکامورا با رمان دزد و بردن جایزه‌ی کنزابورو اوئه در سطح بین‌الملل شناخته شد، و ترجمه‌ی انگلیسی آن کتاب نیز مورد استقبال قرار گرفت؛ از جمله نامزد جایزه‌ی کتاب لس‌آنجلس تایمز شد و وال استریت ژورنال آن را در لیست کتاب‌های برتر سال قرار داد.
با اینکه دزد در میان داستان‌های جنایی طبقه‌بندی شده، برخی آن را یک اثر داستانی ادبی در نظر می‌گیرند.

## آثار
کتاب‌شناسی ناکامورا

### آثار ترجمه شده به فارسی
- دزد، ترجمه‌ی پیام غنی‌پور، انتشارات ققنوس، ١٣٩٤[۳]